# Calvin Waller

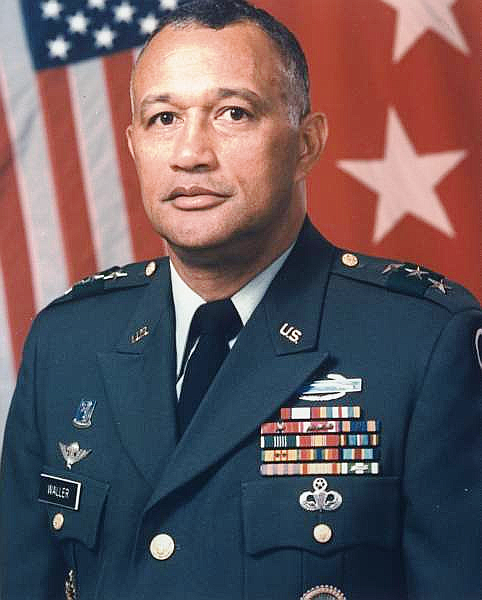
Calvin Waller

Calvin Augustine Hoffman Waller (* 17. Dezember 1937 in Baton Rouge, East Baton Rouge Parish, Louisiana; † 9. Mai 1996 in Washington, D.C.) war ein Generalleutnant der United States Army. Er kommandierte unter anderem das I. Korps.
Über das ROTC-Programm der Prairie View A&M University gelangte Waller im Jahr 1959 in das Offizierskorps des US-Heeres. Dort wurde er als Leutnant der Infanterie zugeteilt. In der Armee durchlief er anschließend alle Offiziersränge vom Leutnant bis zum Drei-Sterne-General.
Im Lauf seiner militärischen Karriere absolvierte Calvin Waller verschiedene Kurse und Schulungen. Dazu gehörte unter anderem die Shippensburg University of Pennsylvania im Jahr 1978.
In seinen jüngeren Jahren absolvierte er den für Offiziere in den niederen Rangstufen üblichen Dienst in verschiedenen Einheiten und Standorten. Im weiteren Verlauf seiner Laufbahn kommandierte er Einheiten auf fast allen militärischen Ebenen. Zwischenzeitlich wurde er auch als Stabsoffizier eingesetzt. In den 1960er Jahren war er für ein Jahr im Vietnamkrieg eingesetzt. Danach setzte er seine Offizierslaufbahn in den Vereinigten Staaten und dann auch in Deutschland fort. Er war unter anderem Stabschef der 24. Infanteriedivision und zwischen Juni 1987 und Juni 1989 Kommandeur der 8. Infanteriedivision in Bad Kreuznach.
Während des Zweiten Golfkriegs war Waller stellvertretender Kommandeur des United States Central Command, das den alliierten Kriegseinsatz leitete. Dabei stand er in der öffentlichen Wahrnehmung immer im Schatten seines Kommandeurs Norman Schwarzkopf. Waller wies vor und während des Kriegs auf Schwachstellen des Militärs wie personelle Engpässe hin. Nach diesem Einsatz übernahm Waller am 25. März 1991 erneut das Kommando über das I. Korps dessen Oberbefehlshaber er bereits zwischen dem 3. August 1989 und dem 14. November 1990 gewesen war. Zwischen diesen beiden Amtszeiten lag sein Einsatz im Zweiten Golfkrieg. Seine zweite Amtszeit als Kommandeur des I. Korps endete am 20. September 1991. Anschließend schied er aus dem aktiven Militärdienst aus.
Nach seiner Pensionierung zog Calvin Waller zunächst nach Denver in Colorado, wo er Geschäftsführer und Präsident der Firma RKK Limited wurde, die auf dem Gebiet Umwelttechnologien tätig war. Später wurde er Vorstandsmitglied der auf dem gleichen Sektor tätigen Kaiser Gruppe. Politisch unterstützte er im Jahr 1992 bei den Präsidentschaftswahlen die dann erfolgreiche Kandidatur von Bill Clinton. Er starb am 9. Mai 1996 in Washington, D.C. an den Folgen einer Herzattacke und wurde auf dem amerikanischen Nationalfriedhof Arlington beigesetzt. 

## Orden und Auszeichnungen
Calvin Waller erhielt im Lauf seiner militärischen Laufbahn unter anderem folgende Auszeichnungen:
- Defense Distinguished Service Medal
- Army Distinguished Service Medal
- Defense Superior Service Medal
- Bronze Star Medal
- Meritorious Service Medal
- Air Medal
- Army Commendation Medal
- National Defense Service Medal
- Armed Forces Expeditionary Medal
- Vietnam Service Medal
- Army Service Ribbon
- Army Overseas Service Ribbon
- Armed Forces Honor Medal (Südvietnam)
- Orden der Ehrenlegion (Frankreich)
- Vietnam Campaign Medal (Südvietnam)
- Combat Infantryman Badge